# バートラム・タルボット (第17代シュルーズベリー伯爵)
第17代シュルーズベリー伯爵および第17代ウォーターフォード伯爵バートラム・アーサー・タルボット（英語: Bertram Arthur Talbot, 17th Earl of Shrewsbury, 17th Earl of Waterford、1832年12月11日 – 1856年8月10日）は、イギリスの貴族。

## 生涯
チャールズ・トマス・タルボット（Charles Thomas Talbot、1783年ごろ – 1838年4月30日、フランシス・タルボットの息子）と妻ジュリア（Julia、旧姓ティッチボーン（Tichborne）、第8代準男爵サー・ヘンリー・ティッチボーンの娘）の息子として、1832年12月11日にティッチボーン・パークで生まれた。祖父フランシス（Francis、1727年ごろ – 1813年11月26日）は第14代シュルーズベリー伯爵ジョージ・タルボットの弟にあたる。
1852年11月9日に祖父の兄の孫にあたる第16代シュルーズベリー伯爵ジョン・タルボットが死去すると、シュルーズベリー伯爵位とウォーターフォード伯爵位を継承した。
1854年3月9日にチェシャー海軍次官に任命され、1856年に死去するまで務めた。同年4月24日、姉妹のメアリー・アネット（Mary Annette）とグウェンドリン・エリザベス（Gewndaline Elizabeth）が儀礼席次において伯爵の娘と同等の地位を与えられた。同年6月19日、スタッフォードシャー副統監に任命された。また、ピウス9世勲章大十字を授与されている。
1856年8月10日に生涯未婚のままリスボンで死去、遠戚にあたるヘンリー・チェットウィンド＝タルボットが爵位を継承した。